# Česko-slovenská bitevní skupina
Česko-slovenská bitevní skupina je jedna z bitevních skupin tvořících jádro evropské společné zahraniční a bezpečnostní politiky. Velitelství skupiny sídlí v Postupimi. V čele skupiny stojí Česká republika, která do ní přispívá 2 200 vojáky, Slovensko přispívá 400 vojáky. Skupina má být schopna rychlého nasazení do 10 dnů kdekoliv v okruhu 6 000 km od Bruselu. Plné bojové pohotovosti skupina dosáhla v druhé polovině roku 2009.